# Esvres
Esvres is een gemeente in het Franse departement Indre-et-Loire (regio Centre-Val de Loire). De plaats maakt deel uit van het arrondissement Tours. Esvres telde op 1 januari 2022 6.264 inwoners.

## Geografie
De oppervlakte van Esvres bedroeg op 1 januari 2022 35,85 vierkante kilometer; de bevolkingsdichtheid was toen 174,7 inwoners per km².

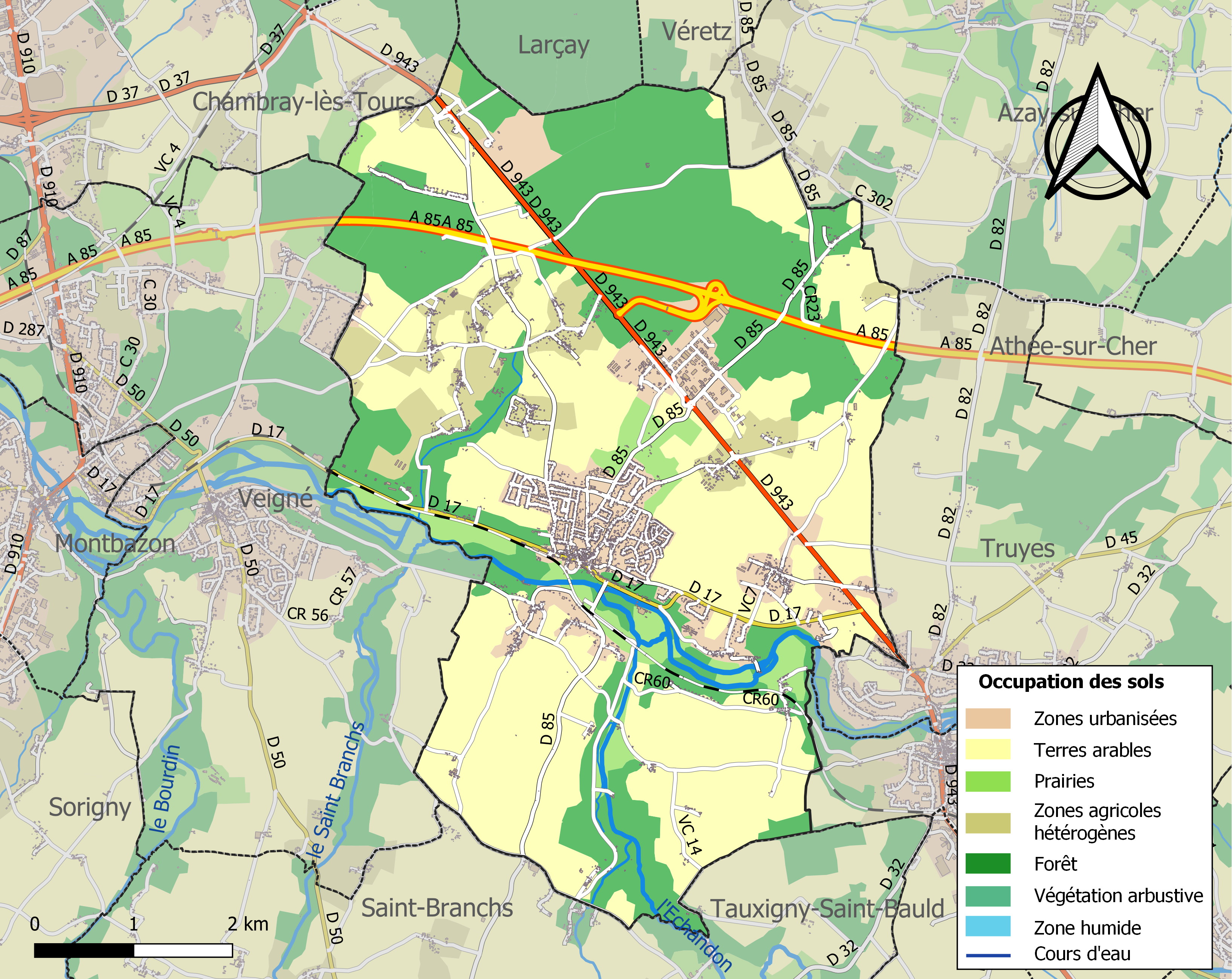
Kaart van de gemeente met belangrijkste infrastructuur, bodemgebruik en omliggende gemeenten

## Demografie
Onderstaande figuur toont het verloop van het inwonertal (bron: INSEE-tellingen).

## Geboren
- Petrus Gauguin (1725-1792), Frans geestelijke